# Ipazio (console 359)
Flavio Ipazio (latino: Flavius Hypatius; Tessalonica, ... – ...; fl. 359-383) è stato un politico e prefetto romano, imparentato con l'imperatore Costanzo II.

## Biografia
Nativo di Tessalonica, Ipazio era il figlio di Flavio Eusebio, console nel 347; suo fratello era Flavio Eusebio, sua sorella era Eusebia, che sposò l'imperatore Costanzo II nel 353 circa.
Nel 359 fu console assieme al fratello Eusebio; è possibile che il vicarius urbis Romae del 363, cui si fa riferimento nel Codice Teodosiano iii.5.8, sia lui. È anche possibile che sia stato nominato patricius assieme al fratello.
Nel 371, durante il regno di Valente, venne processato per tradimento ad Antiochia; venne condannato all'esilio e multato, ma dopo poco la sentenza venne annullata. Nel 378/379, quando ricevette l'incarico di praefectus urbi di Roma e diversi panegirici, era ancora nella città siriana.
Nel 381 era a Costantinopoli; l'anno seguente divenne prefetto del pretorio "Italiae et Illyrici", carica che tenne fino al 383.